# بتی لو جرسون
بتی لو جرسون (انگلیسی: Betty Lou Gerson; زاده ۲۰ آوریل ۱۹۱۴ – درگذشته ۱۲ ژانویهٔ ۱۹۹۹) بازیگر و صداپیشه آمریکایی بود، عمده فعالیت هنری وی در رادیو بود. او همچنین در سینما و تلویزیون به عنوان بازیگر فعال بود. او بیشتر به عنوان صداپیشه شخصیت بدخواه کروئلا دویل در انیمیشن والت دیزنی صد و یک سگ خالدار شناخته می‌شود.

## گزیده فیلمشناسی
از فیلم‌ها یا برنامه‌های تلویزیونی که وی در آن نقش داشته‌است می‌توان به آثار زیر اشاره کرد.
- سیندرلا (فیلم ۱۹۵۰) (۱۹۵۰)
- مگس (فیلم ۱۹۵۸) (۱۹۵۸)
- صد و یک سگ خالدار (۱۹۶۱)
- مری پاپینز (۱۹۶۴)
- گربه‌ها نمی‌رقصند (۱۹۹۷)